# Вавиловы (деревня)
Вавиловы — деревня в Даровском районе Кировской области в составе Даровского городского поселения.

## География
Находится на расстоянии примерно 2 км по прямой на юго-запад от райцентра поселка  Даровской.

## История
Известна с 1802 года как починок Малашинский с 1 двором, в 1873 году здесь (Малашинский или Заваловы или Мокины) отмечено дворов 7 и жителей  49, в 1905 (Малашинский или Вавиловы) 3 и 22, в 1926 (уже деревня Вавиловы или Моченки или Малашинский) 15 и 75, в 1950 15 и 54. В 1989 году проживало 4 человека. Настоящее название утвердилось с 1939 года.

## Население
Постоянное население составляло 0 человек в 2002 году, 3 в 2010.